# Anthaxia griseocuprea
Anthaxia griseocuprea es una especie de escarabajo del género Anthaxia, familia Buprestidae. Fue descrita científicamente por Kiesenwetter en 1857.